# 제곱피트

1평방피트와 일부 영국식 및 미터법 단위의 면적 비교

제곱피트(square foot) 또는 평방피트(약어: sq ft, sf 또는 ft2; '2로도 표시됨)는 주로 미국에서 사용되는 영국식 단위이자 미국 관례 단위(비SI, 비미터법)이다. 그리고 부분적으로 캐나다, 영국, 방글라데시, 인도, 네팔, 파키스탄, 가나, 라이베리아, 말레이시아, 미얀마, 싱가포르 및 홍콩에 있다. 1피트 변의 정사각형 면적으로 정의된다.
명사 형태에서는 복수형(feet)이 규칙적이지만 형용사로 사용될 때는 단수형(foot)이 선호된다. 따라서 700제곱피트(feet) 크기의 아파트는 700제곱풋(foot)의 아파트로 설명할 수 있다. 이는 발(foot 또는 feet)의 일반적인 언어 사용에 해당한다.
평방 피트 단위는 부동산에서 일반적으로 사용된다. 치수는 일반적으로 아파트나 기타 공간의 크기를 측정하는 데 사용되는 최신 도구인 레이저 장치를 사용하여 측정된다. 부동산 중개인은 종종 모퉁이에서 모퉁이까지 직선으로 측정한 다음 난방되지 않은 공간을 공제하고 발자국이 종단 간 측정을 초과하는 난방 공간을 추가한다.
1 평방피트를 다른 면적 단위로 변환:
- 1제곱피트(ft²) = 0.000022956341에이커(ac)
- 1제곱피트(ft²) = 0.000009290304헥타르(ha)
- 1제곱피트(ft²) = 0.09290304제곱미터(m²)
- 1제곱피트(ft²) = 144.0000002229제곱인치(in²)
- 1제곱피트(ft²) = 0.111111106982제곱야드(yd²)
- 1제곱피트(ft²) = 929.0304014422제곱센티미터(cm²)
- 1제곱피트(ft²) = 9.290304제곱데시미터(dm²)
- 1제곱피트(ft²) = 0.00000009290304제곱킬로미터(km²)
- 1제곱피트(ft²) = 144003673094580제곱마이크로인치(μin²)
- 1제곱피트(ft²) = 92903040000제곱 마이크로미터(μm²)
- 1제곱피트(ft²) = 0.0000000358701제곱마일(mi²)
- 1제곱피트(ft²) = 92903.04제곱밀리미터(mm²)

## 같이 보기
- 넓이
- 단위 변환
- 크기 정도 (넓이)
- 제곱근